# Manso
Pour les articles homonymes, voir Manso (homonymie).
Manso est une commune française, située dans la circonscription départementale de la Haute-Corse et le territoire de la collectivité de Corse. La commune appartient à la microrégion du Falasorma.

## Géographie

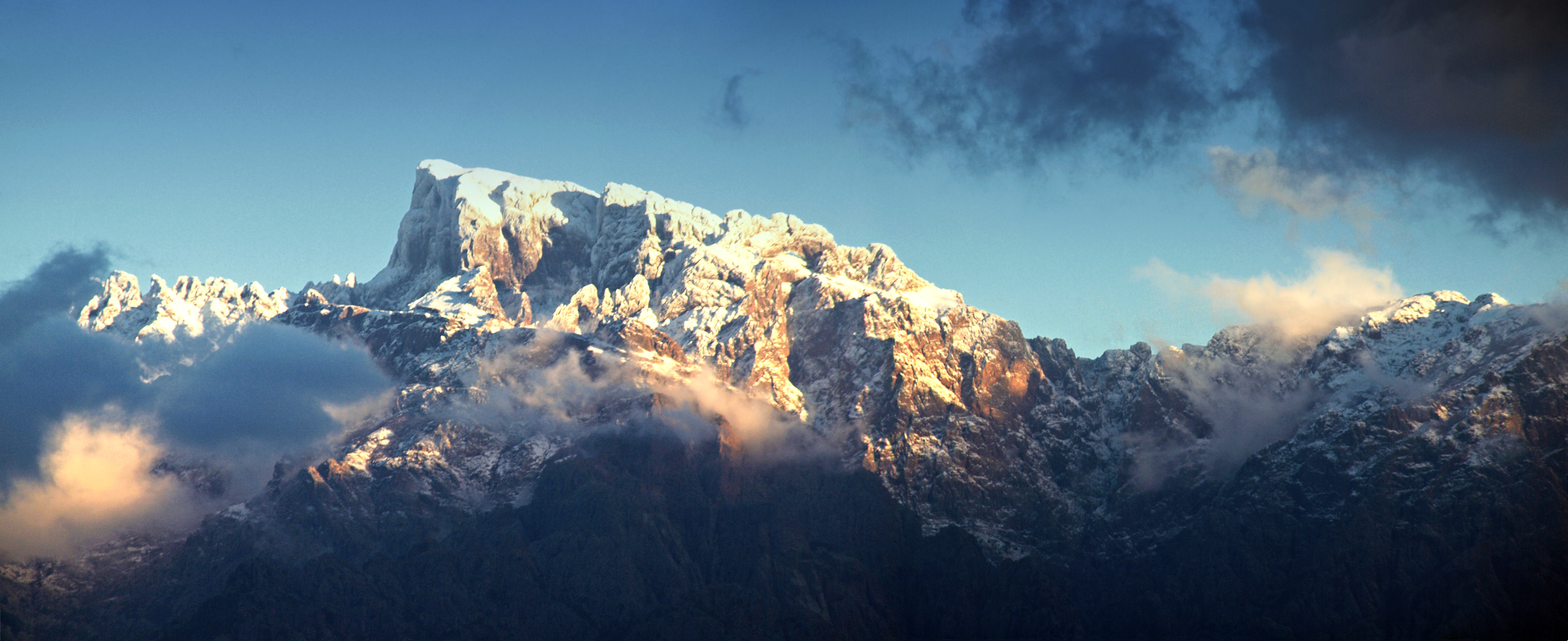
La Paglia Orba et le Capu Tafunatu.

### Localisation
Manso est une commune à l'ouest de la Corse, sans façade maritime. Elle se situe dans la microrégion du Filosorma composée des communes de Galéria et Manso et d'une petite partie de celle de Calenzana, toutes trois adhérentes au parc naturel régional de Corse. Au XVIe siècle, son territoire se trouvait encore dans l'ancienne piève de Chiomi qui était inhabitée à l'époque.
Le hameau de Barghiana est enclavé dans les contreforts ouest de la chaîne centrale. La commune comprend la Punta Minuta (2 556 m) et la Paglia Orba (2 525 m), qui la séparent de la Caccia et du Niolo. Elle est limitée au nord par le Capu a u Ceppu (1 951 m) qui la sépare de la Balagne, et au sud par le Capu a a Ghiallichiccia (1 619 m) qui la sépare des Deux-Sevi et plus généralement de l'Au-Delà-des-Monts (ou Pumonte).

### Géologie et relief

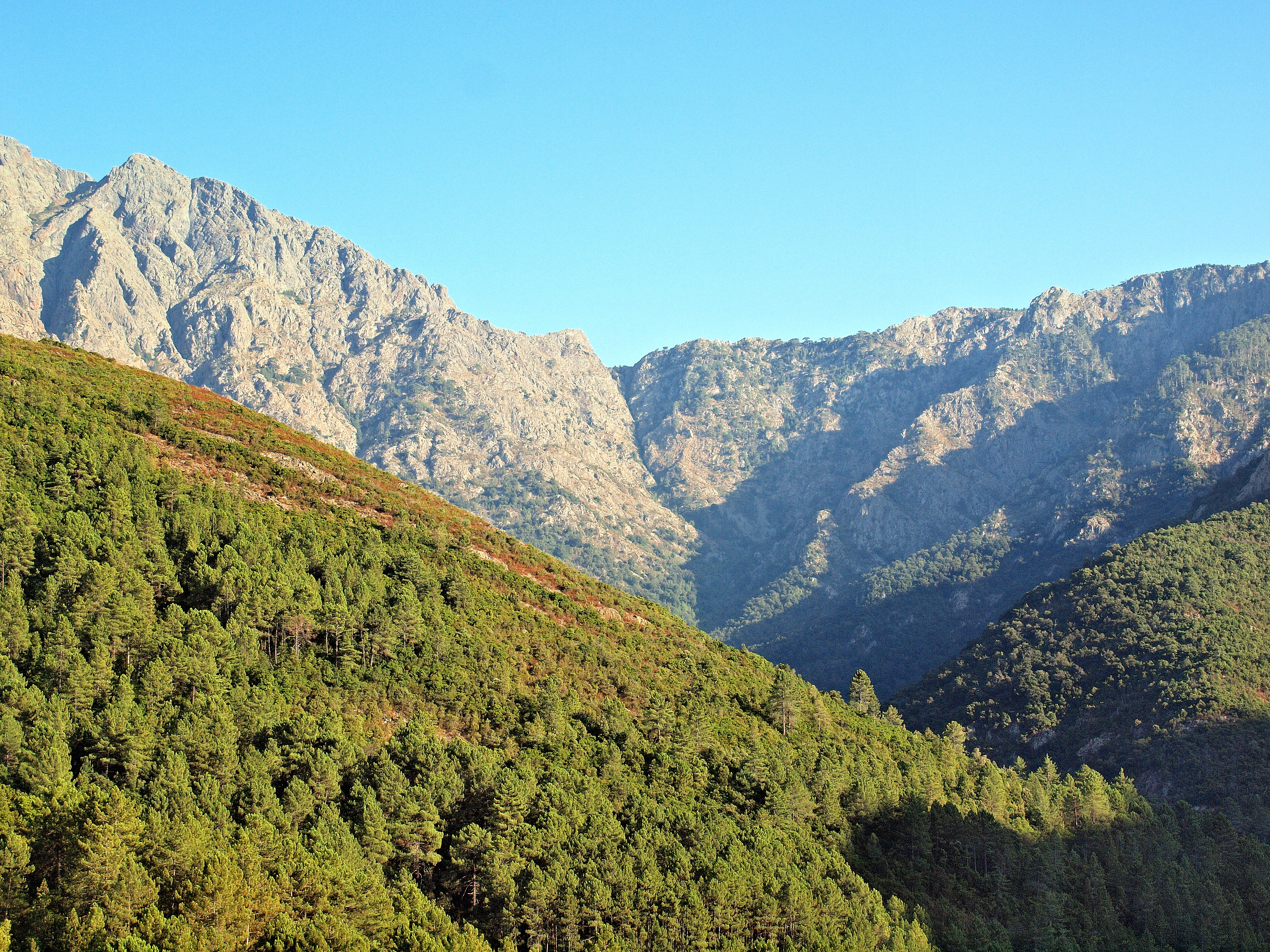
Bocca di Capronale.

Manso occupe la profonde vallée du Fango, une microrégion appelée Filosorma (U Falasorma en langue corse), du « delà-des-Monts » ou « Corse granitique », à roches magmatiques, qui se trouve à l'ouest d'une ligne Calvi-Solenzara. La commune est adossée à la dorsale de l'île, sur les flancs occidentaux du massif du Cinto.
Les limites de la commune sont :  
- À l'ouest, côté mer, Galéria. Séparent les deux communes depuis le Ponte Vecchiu, un vieux pont génois, le petit fleuve côtier Fango puis son affluent le ruisseau de Perticatu jusqu'à Bocca di Melza (773 m). Vers le Nord, la limite passe par Punta di Chiumi (727 m), la crête de Chiumi jusqu'à Bocca di Lucca (575 m).

Des autres côtés, la commune est ceinturée de montagnes ; 
- Au nord, la commune de Calenzana dont elle est séparée entre autres par Punta a u Corbu (1 123 m), Punta a Scala (1 409 m), Capu Candellone (1 498 m), la crête de Muntunaghju de (1 500 m) à plus de (1 700 m), jusqu'à A Muvrella (2 148 m) sommet « à cheval » sur Calenzana, Asco et Manso ;
- À l'est, elle est bordée d'une chaîne de montagnes des plus hautes de l'île, avec des sommets et des cols de plus de 2 000 mètres, qui la séparent de la commune d'Asco : Punta Culaghja (2 034 m), Punta Missoghju (2 201 m), Capu di a Muvraghja (2 021 m), Punta Rossa (2 247 m), Punta Minuta (2 556 m) plus haut sommet de la commune, Capu di a Crucetta (2 186 m) ;
- Au sud-est, la commune possède ou partage avec la commune d'Albertacce de hauts sommets et cols remarquables comme Capu Tighiettu (2 273 m), Capu Ucellu (2 282 m), le col de Serra Pianella (2 211 m), la Paglia Orba (2 525 m), le col des Maures (2 155 m), Capu Tafunatu (2 335 m), Capu a e Ghiarghiole (2 105 m).

Une ligne formée par plusieurs cols et sommets la sépare de la commune d'Evisa : Punta di Campu Razzinu (1 943 m), Pointe de Curia (1 964 m), Bocca di Capronale (1 329 m), Capu a a Pena (1 591 m) et Capu Tosu (1 434 m). 
- Au sud, elle est séparée de Serriera par une ligne passant par les points remarquables de Capu a a Ghiallichiccia (1 619 m) et Punta di Sant'Antone (928 m).

### Hydrographie

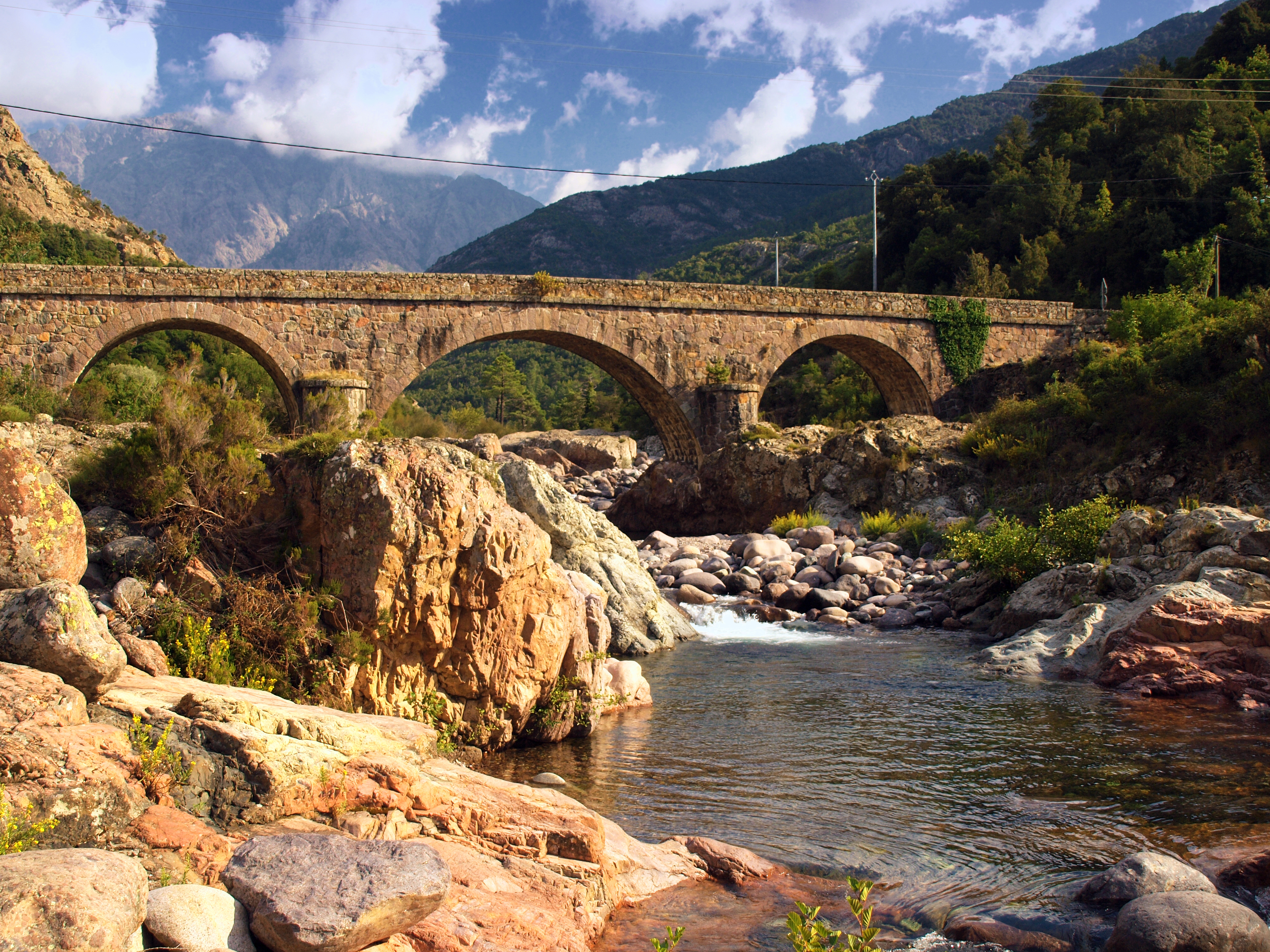
Pont de Manso sur le Fango.

Le Fango petit fleuve côtier prend sa source sur la commune, au pied du Capu Tafunatu à près de 2 000 m. Il porte alors le nom de ruisseau de Capu di Vetto. Il prend le nom de fleuve un kilomètre plus bas, à 1 049 m d'altitude. Son cours est de 24 kilomètres. De nombreuses "piscines naturelles" jalonnent son parcours au milieu de roches polychromes, de granit rouge et de porphyre rouge. Il se jette à la mer dans le golfe de Galéria, à l'extrémité sud de la plage de Riciniccia bordant le site naturel de la vallée du Fango.
Plusieurs ponts sur la commune permettent de le franchir. Un premier pont le plus bas sur le cours d'eau, le pont génois au lieu-dit Ponte Vecchju, « à cheval » sur les communes de Galéria et de Manso, permet d'accéder à l'ancien hameau abandonné de Chiumi (345 m) sur le flanc occidental de la Punta di Chiumi (727 m). Un deuxième ouvrage à Tuvarelli-Chiorna, à 100 mètres d'altitude, permet d'accéder par la route au hameau de Chiorna.
En remontant le cours, à une altitude de 153 m se situe le pont de Manso. Ce pont à une dizaine de kilomètres de la mer, permet de rejoindre le hameau de Manso. Plus haut dans la vallée un autre pont (altitude 200 m) permet d'atteindre le hameau de Mont Estremo à partir de Barghiana.
Enfin, il existe un dernier pont, l'admirable pont des Rocce (altitude 326 m) sur la D351, laquelle est une piste après le hameau de Barghiana.

### Climat et végétation

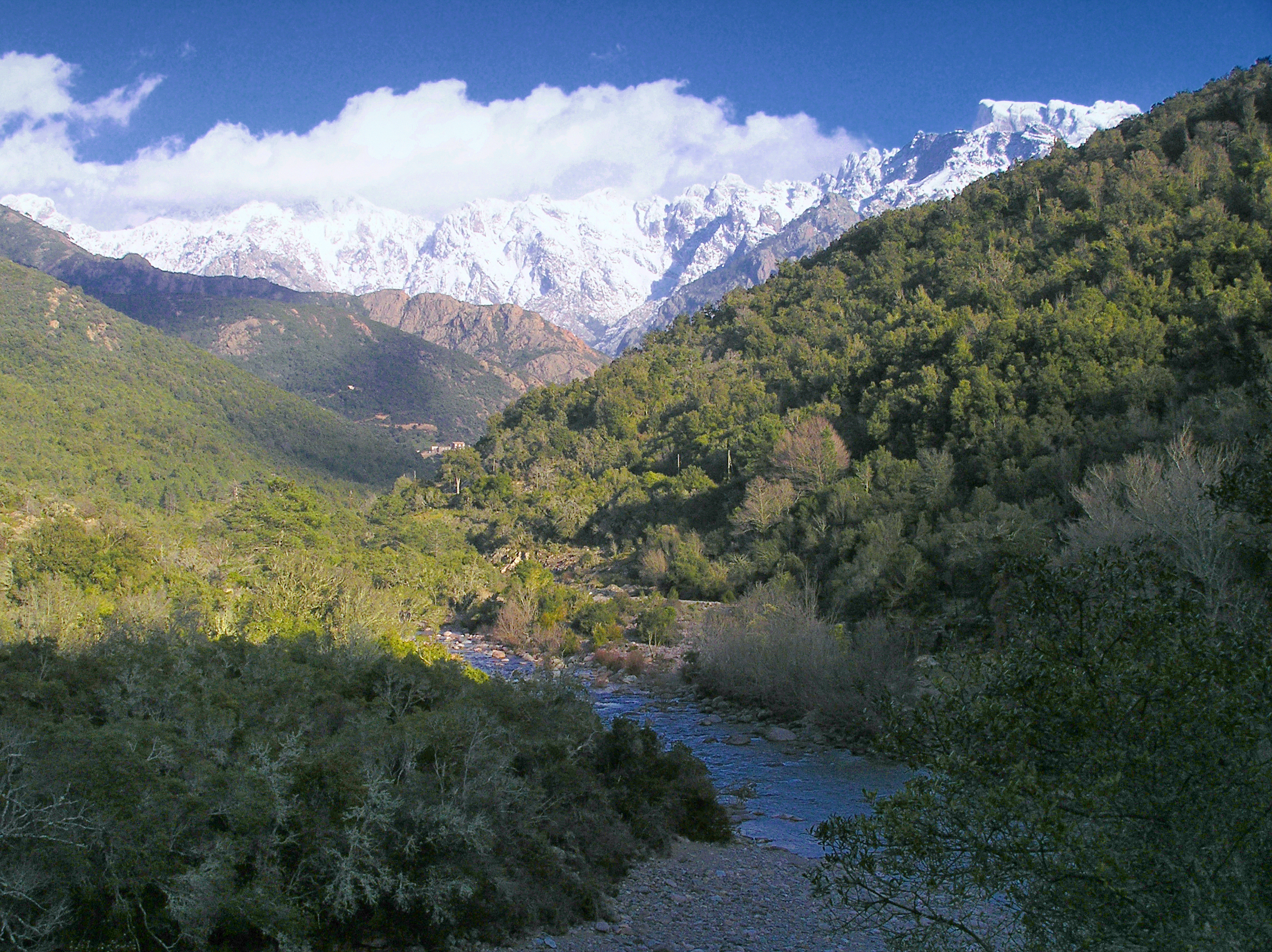
Vallée du Fango et Paglia Orba.

La haute vallée du Fango abrite De grandes forêts : la forêt communale indivise du Filosorma (6 390 ha) propriété des cinq communes du Niolo (Corscia, Calacuccia, Casamaccioli, Lozzi et Albertacce), et qui s'étend sur la commune voisine de Galéria, la forêt territoriale du Fango (4 352 ha) ensemble des forêts de Tetti (Galéria) et de Perticatu, de Piriu, et d'Omita. Cette forêt territoriale a été déclarée réserve mondiale de biosphère par l'UNESCO à ses débuts en 1977. Depuis, la Réserve de biosphère s'est étendue au bassin versant du Fango. La forêt est peuplée d'eucalyptus, de pins maritimes, de pins laricio et de chênes verts qui seraient dit-on, les plus vieux du monde (250 ans environ). Ces forêts font partie d'une couverture boisée formée par la forêt territoriale de Bonifatu au nord, la forêt communale de Calenzana-Moncale au NO, la forêt communale d'Asco et la forêt de Carrozzica au NE, la forêt communale d'Albertacce au SE et la forêt territoriale de Valdu Niellu au sud.
78 ha de la forêt territoriale du Fango à Malazanca, sont non exploités depuis 1850.
Été 2012 : la sécheresse est très forte, les sources sont pour la plupart taries. Selon les habitants, le Fango n'a jamais connu de débit aussi bas.

### Voies de communication et transports

#### Accès routiers
On accède à Manso par la route D 81 puis en empruntant la petite route D 351 qui remonte la vallée du Fango et se termine en cul-de-sac au hameau de Mont Estremo. La jonction des D 81 et D 351 s'opère au lieu-dit "le Fango" sur le territoire de Galéria.
Des chemins communaux permettent d'accéder aux différents hameaux.

#### Transports
Il existe un service de navette Falasorma - Calvi mis en place par les mairies de la vallée, chaque mercredi sur réservation, au départ de Mont Estremo, via Galéria.
La gare ferroviaire, le port de commerce et l'aéroport les plus proches sont ceux de Calvi.

## Urbanisme

### Typologie
Au 1er janvier 2024, Manso est catégorisée commune rurale à habitat très dispersé, selon la nouvelle grille communale de densité à sept niveaux définie par l'Insee en 2022.
Elle est située hors unité urbaine. Par ailleurs la commune fait partie de l'aire d'attraction de Calvi, dont elle est une commune de la couronne,. Cette aire, qui regroupe 15 communes, est catégorisée dans les aires de moins de 50 000 habitants,.

### Occupation des sols
L'occupation des sols de la commune, telle qu'elle ressort de la base de données européenne d’occupation biophysique des sols Corine Land Cover (CLC), est marquée par l'importance des forêts et milieux semi-naturels (99,5 % en 2018), une proportion identique à celle de 1990 (99,6 %). La répartition détaillée en 2018 est la suivante : 
milieux à végétation arbustive et/ou herbacée (44,6 %), espaces ouverts, sans ou avec peu de végétation (32,7 %), forêts (22,2 %), zones agricoles hétérogènes (0,4 %). L'évolution de l’occupation des sols de la commune et de ses infrastructures peut être observée sur les différentes représentations cartographiques du territoire : la carte de Cassini (XVIIIe siècle), la carte d'état-major (1820-1866) et les cartes ou photos aériennes de l'IGN pour la période actuelle (1950 à aujourd'hui).

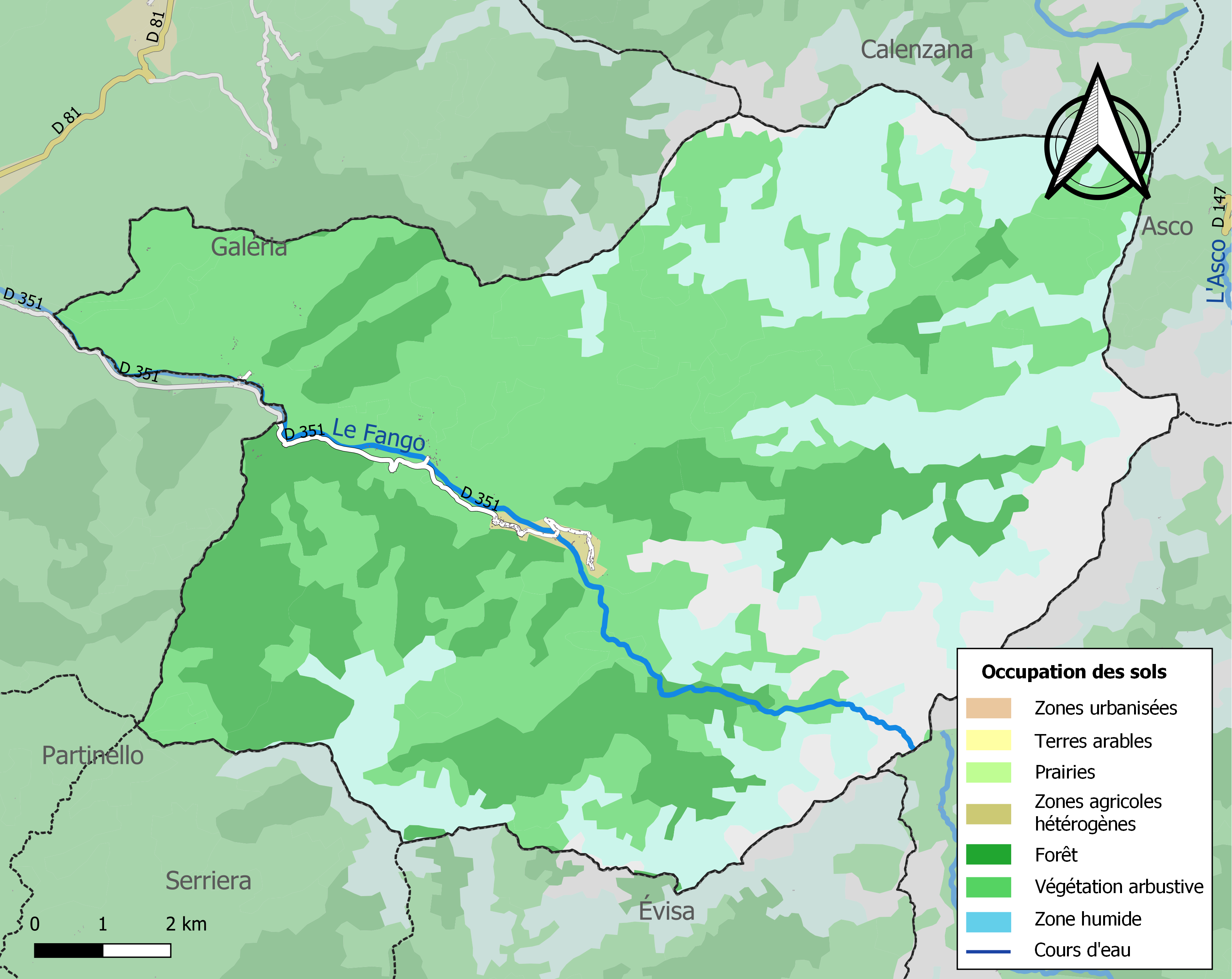
Carte des infrastructures et de l'occupation des sols de la commune en 2018 (CLC).
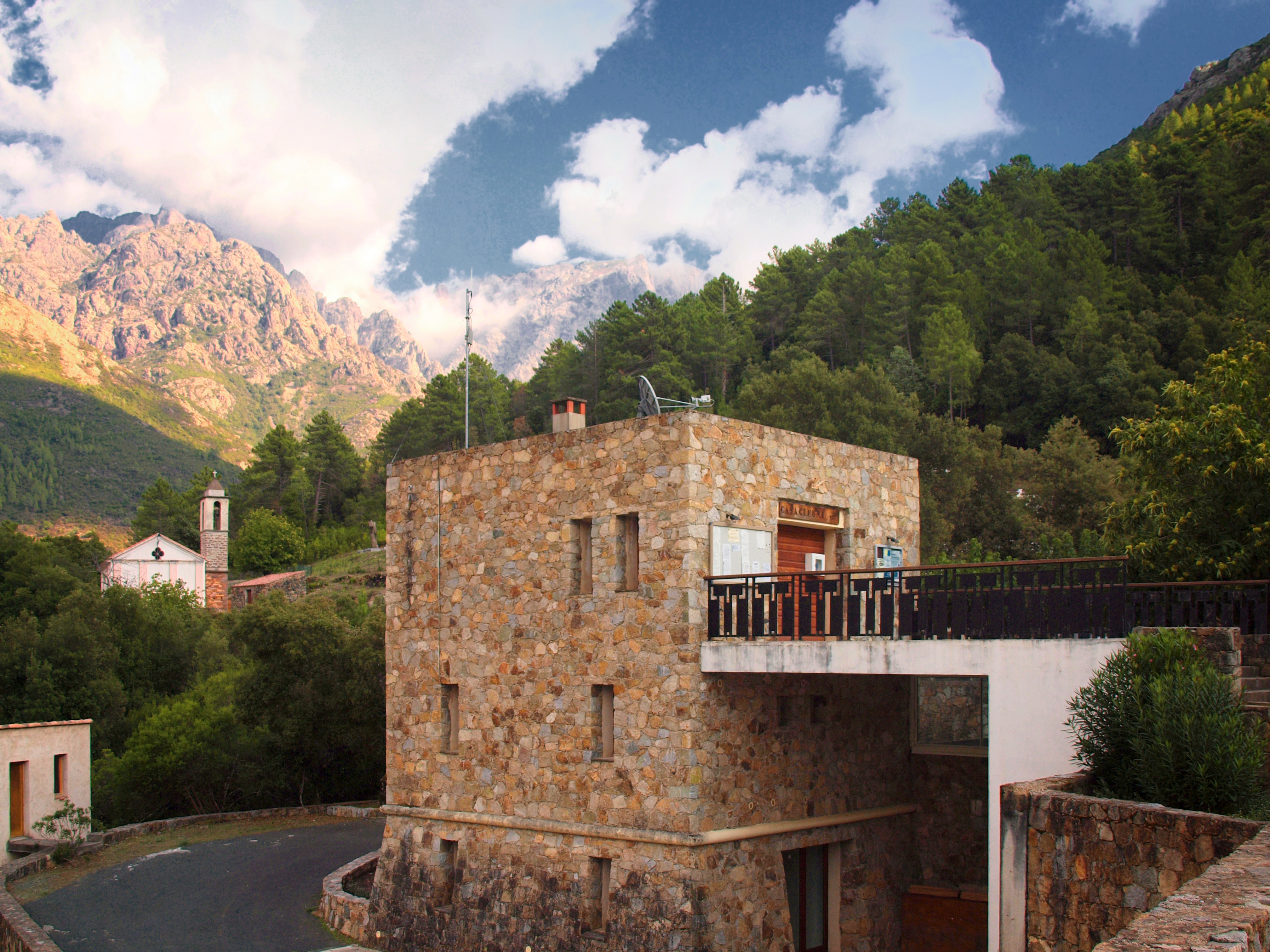
Mairie et église à Barghiana.

### Tuvarelli-Chiorna
Tuvarelli et Chiorna sont deux hameaux accessibles par le pont de Tuvarelli-Chiorna (93 m) sur le Fango. Le site est sur le parcours du sentier de grande randonnée Tra mare e monti Nord. S'y trouve un gîte d'étape.

### Manso
Hameau situé à l'adret de la vallée du Fango, sur la rive droite du cours d'eau, composé des quartiers de U Rinicciu et du Pont 153 m, Manso (U Mansu) donné son nom à la commune. Ses habitants sont les Mansacci.

### Barghiana
Le village de Barghiana est le lieu habité le plus important de la commune. S'y trouvent la mairie (Casa cumuna), l'église paroissiale Saint-Pancrace et le cimetière. Ses habitants sont les Barghjanacci.

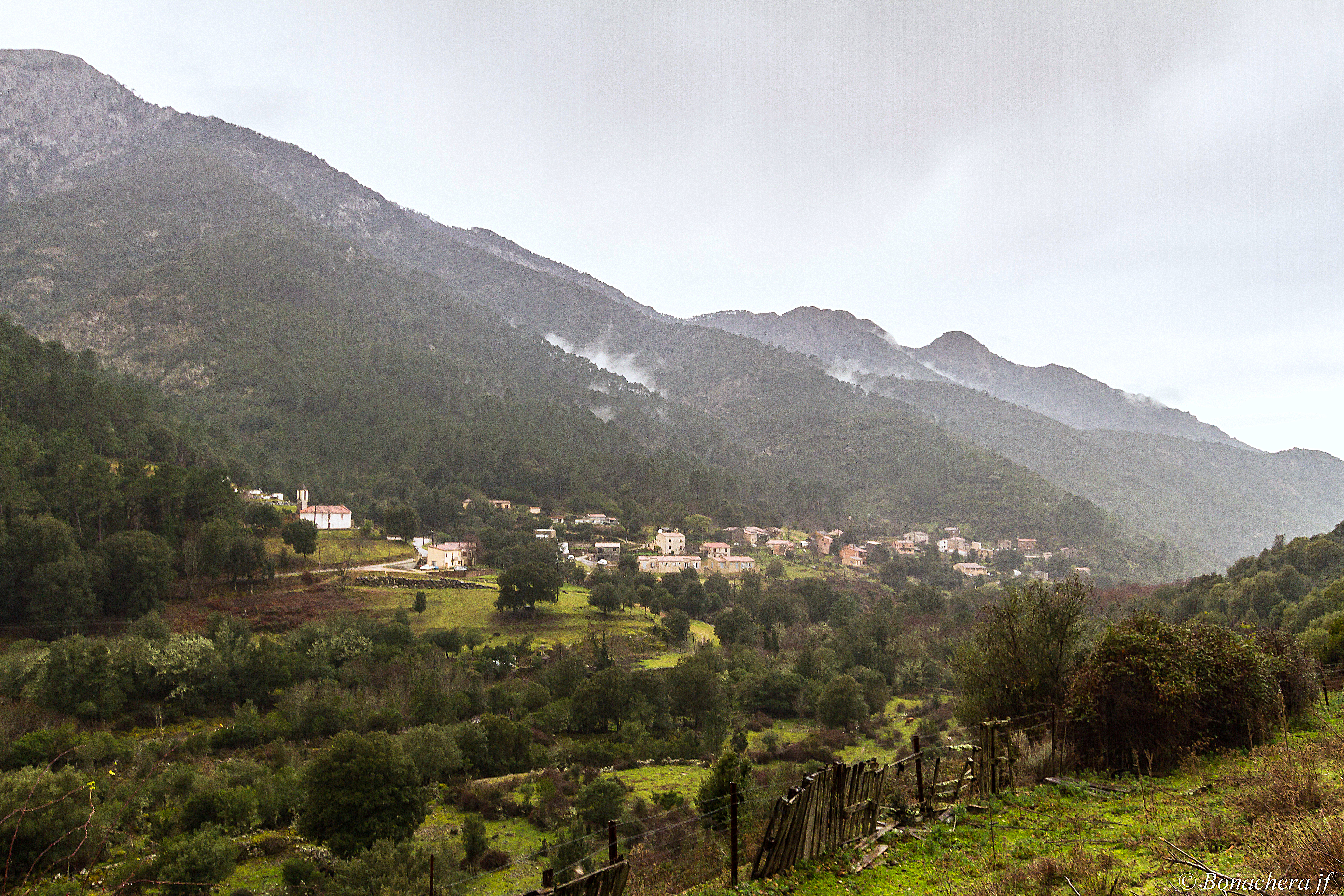
Barghiana.

### Mont Estremo

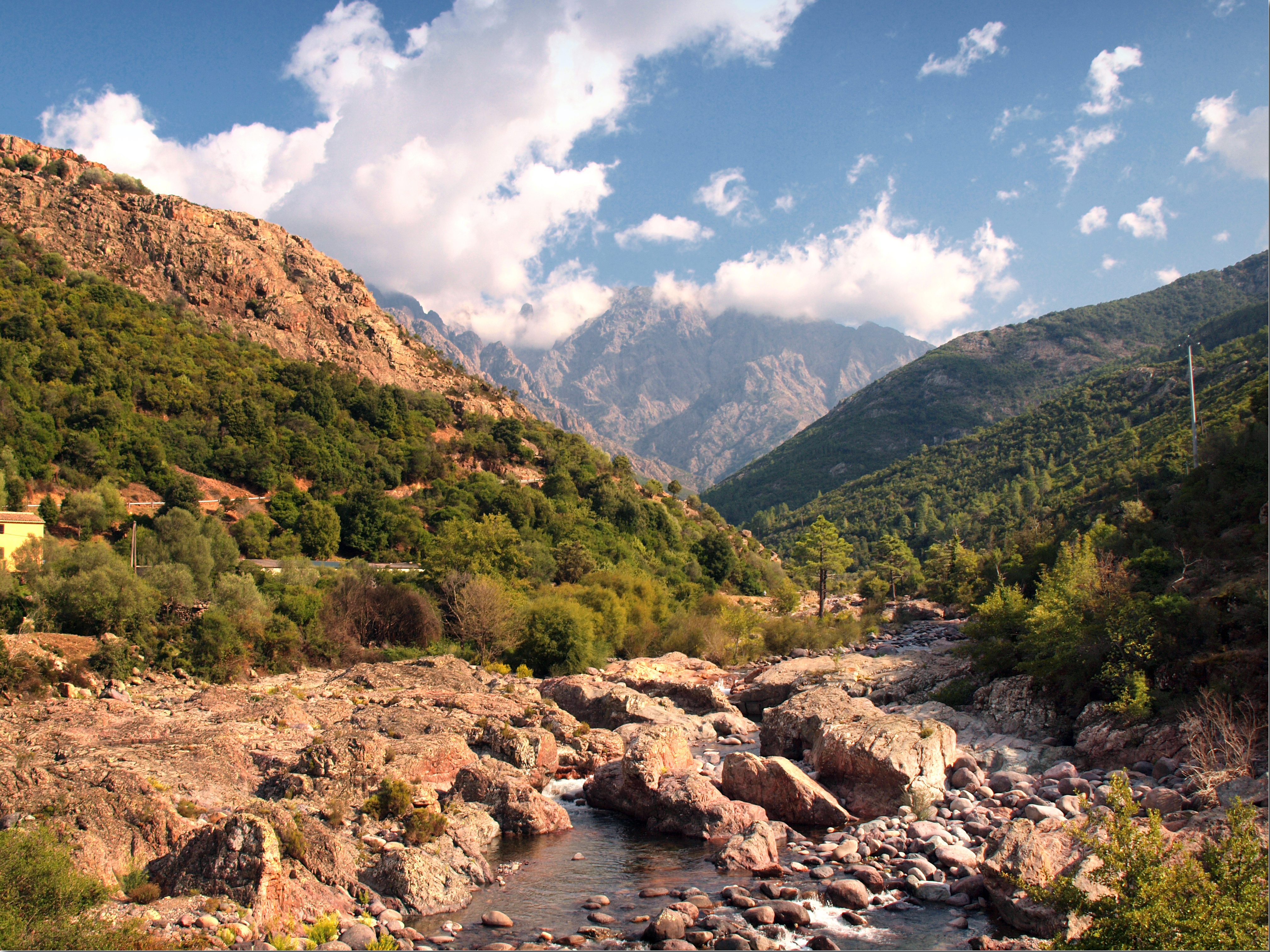
La vallée du Fango en amont du pont de Manso.

Mont Estremo est le hameau en bout de la route D351 ; il est le plus élevé avec une altitude moyenne de 276 m et le deuxième plus étendu après Barghiana. Ses habitants sont les Montestrimacci.
Mont Estremo se distingue avec sa partie quasi abandonnée dès les années 1950, le vieux Mont Estremo, accessible par un sentier depuis la fin de la route goudronnée. Hormis une petite maison qui a abrité une famille de 7 enfants au milieu du siècle dernier, et qu'Antoine un des héritiers a « retapée » pour y séjourner l'été, toutes les autres habitations sont à l'état de ruines.

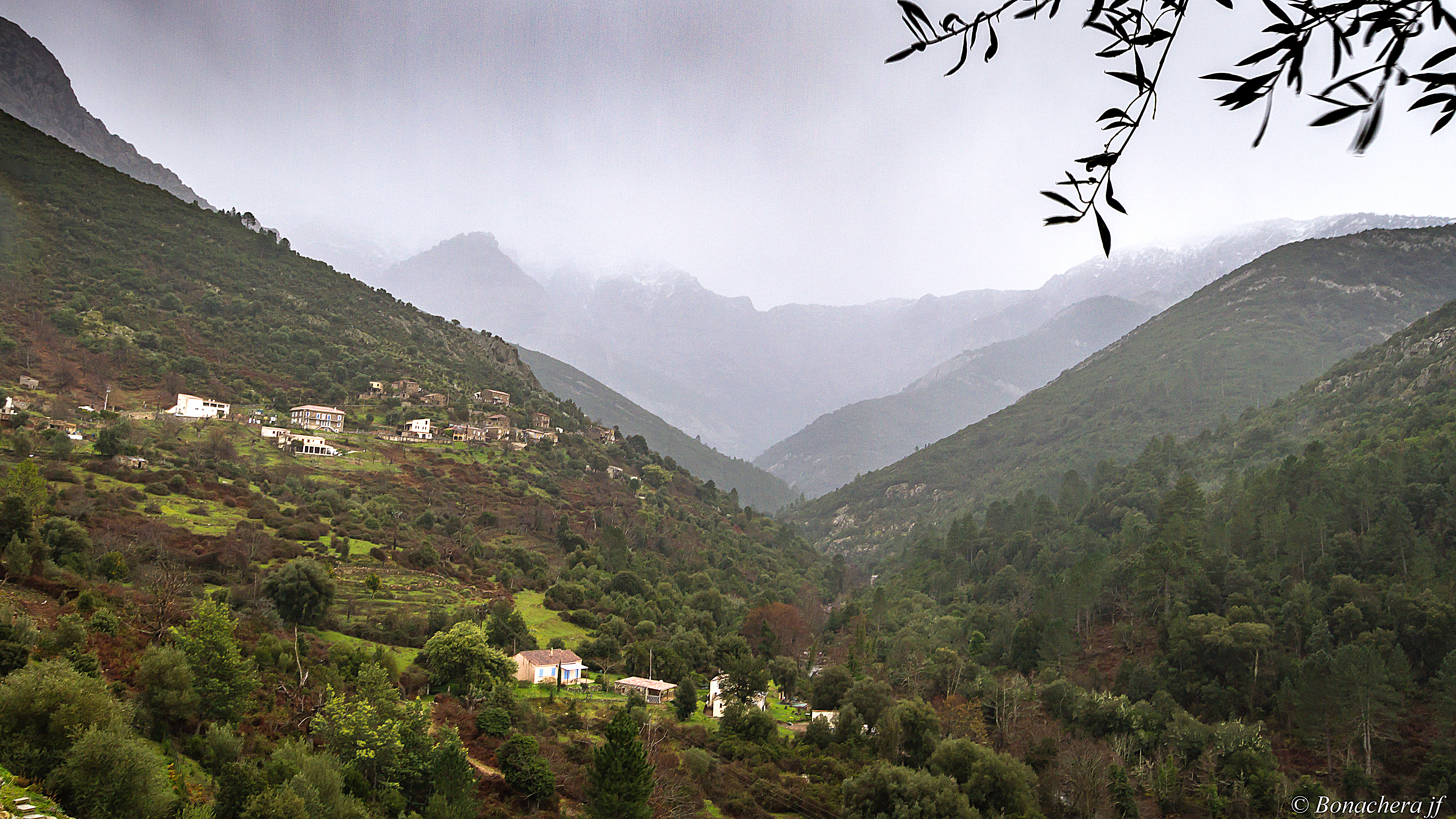
Montestremo.

## Toponymie
Le nom corse le mieux adapté pour faire référence au territoire communal dans son ensemble est Falasorma. Originellement, le toponyme Filosorma désigne en effet la partie supérieure de la vallée du Fango, qui correspond à la commune de Manso. Ses habitants sont les Falasurminchi.
Les principaux lieux habités de la commune se transcrivent sous les formes Montestremu, Barghjana (ou Bardiana) et u Mansu, dont les habitants respectifs sont nommés Montestrimacci, Barghjanacci et Mansacci.

## Histoire
Le Filosorma (Falasorma) est un lieu chargé d'histoire de ces bergers du Niolo qui, au long des siècles, l'ont façonné ou peuplé au rythme de la transhumance. Région désertifiée  à cause de la malaria et de fréquentes incursions barbaresques, elle n'avait pas de lieux habités durant des siècles. La commune a été créée en 1864, en même temps que celle de Galéria, à partir de territoires de Calenzana. L'histoire de la commune est donc récente.

### Antiquité
Témoin du passé génois, le Ponte Vecchiu sur le Fango. À partir de ce pont, un sentier permet de rejoindre les vestiges d'un sanctuaire paléochrétien qui constituait le centre d'une piévanie sous la Punta di Chiumi. Celui-ci conserve encore une grande partie de ses murs bâtis avec des dalles de granit rouge taillées. Il est doté d'une abside semi-circulaire et d'une piscine baptismale.

### Moyen Âge
Représentées par le Filosorma et le Marsulinu, les pievi de Chiumi et d'Armito comportaient les villages : Luzzipeo (Lo Cipeo), Chiomi, Filasorma, Marzolino, Galéria et d'autres lieux encore, la plupart habités en hiver par les bergers niolins transhumants. Au sud de Punta di Chiumi, à 425 m d'altitude au NO de la commune, se dressent aujourd'hui les ruines de la chapelle Santu-Petru (Saint-Pierre) à l'édification non datée.

### Temps modernes
Au début du XVIe siècle, la région de Balagna comprenait les pievi de Toani, Aregnu, Santo Andrea, Pino et Olmia. Calinzana constituait la principale agglomération de la piève d'Olmia, devant son nom à un culte antique pour l'orme, arbre alors sacré. Vers 1520 Olmia comptait environ 1 250 habitants qui demeuraient à Calensani et à Mucale. 
Toujours vers 1520, existait aussi la pieve de Chiomi qui était inhabitée hormis le village de Luzzipeo, lieu de Calenzana aujourd'hui rayé des cartes.
Tous les villages précités du Filosorma et du Marsulinu, sont abandonnés par leurs habitants, par craintes des infidèles ou à cause des incursions continuelles des corsaires. Cette désertion de sols fertiles entraîna la détresse et une grande famine en 1584.
Au début du XVIIIe siècle, la pieve de Chiomi prend le nom de pieve de Filosorma. 
Avec la cession le 15 mai 1768 de la Corse à la France par les Génois, la pieve de Monte Grosso est créée avec la fusion des pievi d'Olmia et de Filisorma. Avec la Révolution, les pièves prennent en 1790 le nom de cantons. La pieve de Monte Grosso devient le canton de Calenzana.
- 1864 - La commune de Manso est créée avec un transfert de territoires de la commune de Calenzana. Elle se trouve dans le canton de Calenzana, l'arrondissement de Calvi et le département de Corse.

### Époque contemporaine
- 1926 - Manso bascule de l'arrondissement de Calvi dans celui de Bastia.
- 1943 - Manso retourne dans l'arrondissement de Calvi.
- 1954 - Le canton de Calenzana était composé avec les communes de Calenzana, Galéria, Manso, Moncale, Zilia, Cassano, Lunghignano, et Montemaggiore (ces trois derniers ont fusionné pour devenir aujourd'hui Montegrosso).

La commune de Manso comptait 201 habitants en 1954.

## Économie
Manso était il n'y a pas longtemps encore marquée par une forte activité pastorale qui faisait sa prospérité. De nombreux bergers niolins venaient avec leurs troupeaux en transhumance hivernale. Quelques rares bergers la pratiquent encore. L'agropastoralisme demeure l'activité principale sur la commune. Bovins, caprins et ovins sont aujourd'hui élevés. Certains troupeaux sont déplacés en bétaillères pour les estives.
Les fromages de chèvre, de brebis, y compris le brocciu, fabriqués dans toute la vallée du Fango, proviennent de six bergeries dont une seule à Manso :
- en chèvre : Joseph Acquaviva et Sabiani (Galéria) et un berger de Manso ;
- en brebis : Jean-François Acquaviva, Geronimi et Massoni (Galeria).

De nos jours, la commune s'est tournée vers des activités qui lient l'écotourisme et l'agropastoralisme. Elle entretient de nombreux sentiers de randonnée. En 2007 le sentier de grande randonnée Tra mare e monti a été réhabilité.
La fête des bergers a été remise au goût du jour. La fin d'estives en 2010 a eu lieu le samedi 9 octobre.

## Politique et administration

### Liste des maires
| Période                                  | Période  | Identité         | Étiquette | Qualité       |
| ---------------------------------------- | -------- | ---------------- | --------- | ------------- |
| mars 2001                                | 2008     | Valentin SIMEONI | .         | .             |
| mars 2008                                | En cours | Pasquale SIMEONI | REG       | Fonctionnaire |
| Les données manquantes sont à compléter. |          |                  |           |               |

La commune de Manso fait partie de la communauté de communes de Calvi Balagne.

## Population et société

### Démographie
L'évolution du nombre d'habitants est connue à travers les recensements de la population effectués dans la commune depuis 1866. Pour les communes de moins de 10 000 habitants, une enquête de recensement portant sur toute la population est réalisée tous les cinq ans, les populations de référence des années intermédiaires étant quant à elles estimées par interpolation ou extrapolation. Pour la commune, le premier recensement exhaustif entrant dans le cadre du nouveau dispositif a été réalisé en 2008.

En 2022, la commune comptait 117 habitants, en évolution de +3,54 % par rapport à 2016 (Haute-Corse : +5,15 %, France hors Mayotte : +2,11 %).
| 1866 | 1872 | 1876 | 1881 | 1886 | 1891 | 1896 | 1901 | 1906 |
| ---- | ---- | ---- | ---- | ---- | ---- | ---- | ---- | ---- |
| 258  | 301  | 320  | 359  | 298  | 367  | 499  | 483  | 496  |

| 1911 | 1921 | 1926 | 1931 | 1936 | 1946 | 1954 | 1962 | 1968 |
| ---- | ---- | ---- | ---- | ---- | ---- | ---- | ---- | ---- |
| 498  | 400  | 375  | 367  | 346  | 267  | 201  | 104  | 79   |

| 1975 | 1982 | 1990 | 1999 | 2006 | 2008 | 2013 | 2018 | 2022 |
| ---- | ---- | ---- | ---- | ---- | ---- | ---- | ---- | ---- |
| 125  | 175  | 130  | 106  | 106  | 106  | 108  | 115  | 117  |

### Santé
Il n'y a pas de professionnels de la santé établis dans la commune. Les médecins les plus proches se trouvent à Calenzana et à Calvi, les infirmiers à Moncale et Calenzana. L'hôpital le plus proche est le centre hospitalier de Calvi-Balagne, ex-antenne médicale de Balagne (AMU de Calvi) - adresse : lieu-dit Guazzole - 20260 Calvi.

### Sports

#### Randonnées
La commune est fréquentée par de nombreux randonneurs pédestres. Il existe un gîte d'étape à Tuarelli et un autre à Montestremo.
Capu Tafunatu, une remarquable roche trouée de 35 m de large et 11 m de haut dans un cadre de porphyre, est le but de nombreux randonneurs.
- Le sentier de grande randonnée Tra Mare e Monti (Entre Mer et Montagnes) qui relie Calenzana à Cargèse, traverse la commune.
- Le célèbre passage des Cascettoni (souvent improprement appelé Cirque de la Solitude) autrefois emprunté par le GR20 se situe sur la commune.
- Le sentier de la transhumance, autre chemin partant de Barghiana, emprunte au départ la piste de la route D351, passe par le Ponte di e rocce, rejoint le sentier venant de Montestremo et menant à la Bocca di Capronale (1 329 m). Il passe alors versant Sevi et rallie le refuge de Puscaghia du P.N.R.C. (sur la commune d'Évisa). Il pénètre enfin dans le Niolo en franchissant la « grande dorsale » à la Bocca di Guagnarola (1 833 m) avant de redescendre et visiter les villages d'Albertacce, Lozzi et Corscia.
- D'autres sentiers ont été tracés et balisés sous l'impulsion d'Andati Falasurminchi, une association récemment créée pour la mise en valeur d'anciens sentiers et pour en créer de nouveaux.

### Cultes
Manso où n'existe qu'un seul lieu de culte, catholique, relève du diocèse d'Ajaccio.
La fête patronale de la Saint-Pancrace se déroule chaque année le 12 mai.

## Culture locale et patrimoine

### Lieux et monuments
Manso ne compte pas de monuments répertoriés à l'inventaire des monuments historiques ni de lieux et monuments répertoriés à l'inventaire général du patrimoine culturel. Néanmoins, la commune recèle quelques ouvrages remarquables :

#### Architecture sacrée
- Église Saint-Pancrace attenante au cimetière (campu santu), au hameau de Barghiana. Elle a été entièrement construite par les bergers et les habitants.
- Chapelle Saint-Pierre (San Petru) ruinée, sous la Punta di Chiumi à 425 m d'altitude.
- Ancien couvent de Santa-Maria, en amont de Barghiana dans la haute-vallée du Fango. Le site n'est accessible que par sentier depuis Montestremo et par la piste passant par Ponte a e Rocce. Ne subsistent que la voûte et la pièce où les moines faisait leur vin.

#### Architecture civile

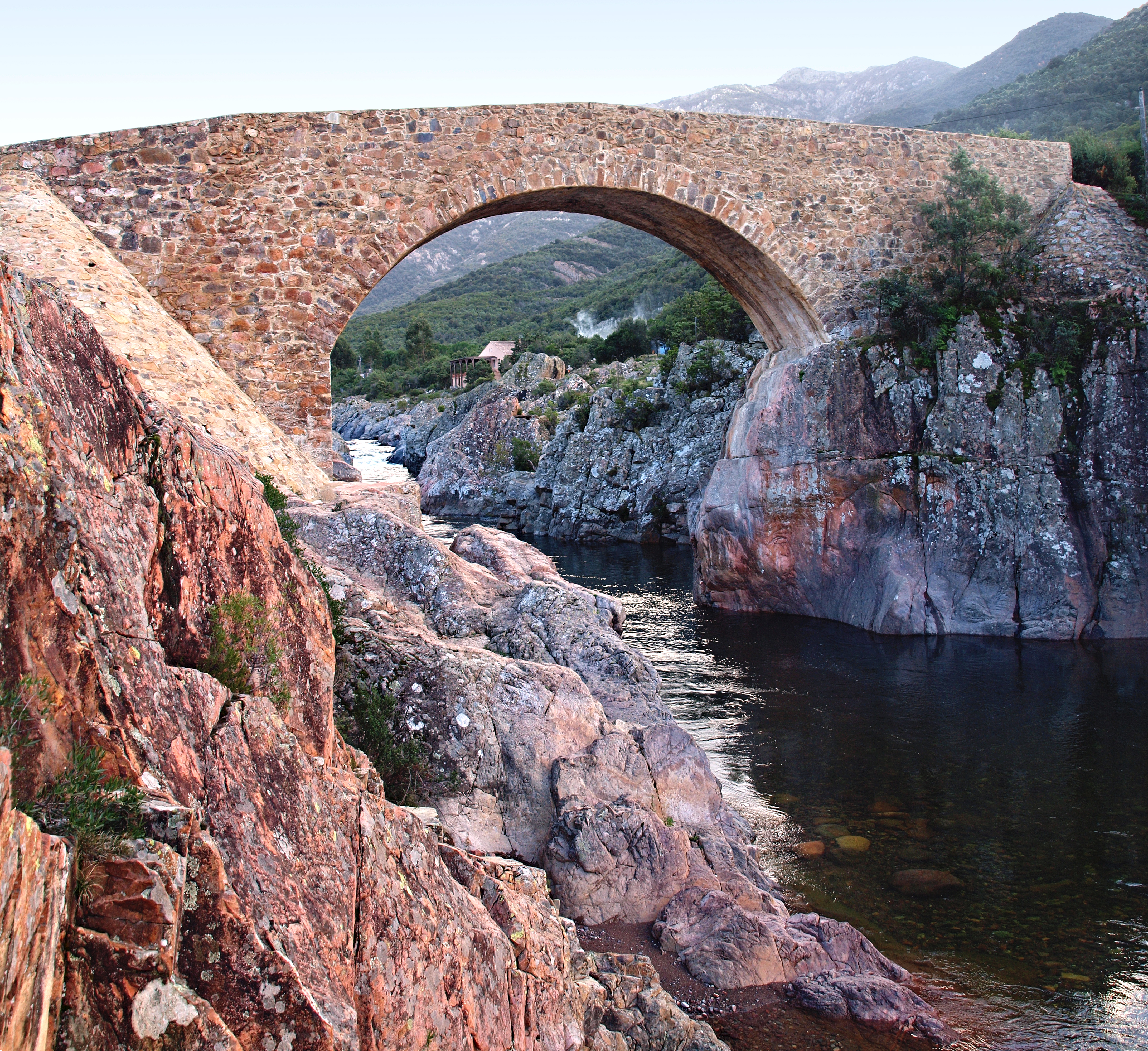
Ponte Vecchiu.

- Ponte Vecchiu, vieux pont génois sur le Fango (altitude 46 m) qui permet de se rendre par une piste jusqu'au pied de la Punta di Chiumi. Ce pont « à cheval » sur les communes de Manso et de Galéria, a été restauré en 2010.
- Pont des Rocce (Ponte a e rocce) altitude 326 m, en bout de la D 351 route se terminant en piste.

### Patrimoine culturel

#### Site archéologique Inferno (grotta dell')
La commune de Manso possède un site archéologique sous le nom de Grotta dell'inferno où ont été découverts des ossements d'ours brun (ours (Français) - Ursus arctos Linnaeus, 1758) datés des temps modernes.

### Patrimoine naturel

#### Réserve de Biosphère, zone centrale Vallée du Fango
Toute la vallée du Fango qui concerne 3 communes pour une superficie de 23 400 ha, a été déclarée réserve de biosphère de la Vallée du Fango. Sa zone centrale, qui couvre 4 416 ha des communes de Manso et de Galéria, fait l'objet de la fiche Vallée du Fango (zone centrale) (FR6300002)

#### ZNIEFF
Manso est concernée par quatre Zones naturelles d'intérêt écologique faunistique et floristique (ZNIEFF) :
Chênaie verte du bassin du Fango
ZNIEFF940004204 : partagée avec Galéria. Les chênes verts majoritaires, s'étendent principalement sur la rive gauche du fleuve à l'umbria (ubac). La limite occidentale est matérialisée par le col de Palmarella et à l'est par le col de Capronale. La zone concernée comprend également deux autres secteurs séparés : la haute vallée de Prezzuna (Luca) d'une part et les bords de la Cavicchia d’autre part.
Crêtes et hauts versants asylvatiques du Monte Cinto
ZNIEFF940004233 : Manso fait partie des 16 communes incluses dans cette zone. C'est dans un ensemble montagneux où culmine le Monte Cinto (2 706 m) que prennent naissance plusieurs fleuves dont le Fango.
Maquis du bassin du Fango

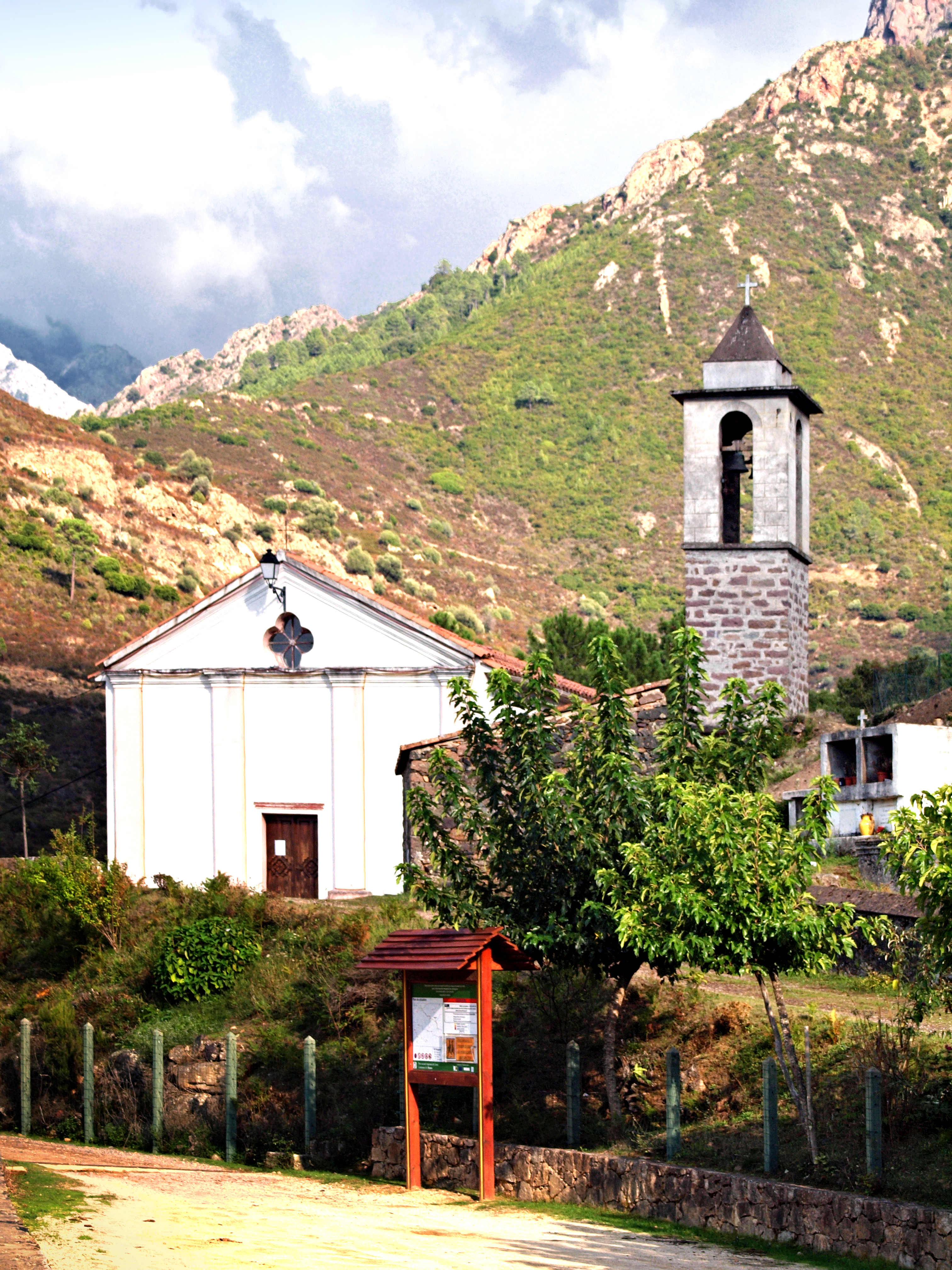
Église Saint-Pancrace.

ZNIEFF940004236 : la zone qui s'étend essentiellement sur l'adret situé sur la rive droite du Fango et comprend également la vallée de Marsolinu, concerne Calenzana, Galéria et Manso.
Pelouses sommitales du monte Cinto
ZNIEFF940013188 : La zone limitée à l'arête culminale du Cinto, ne concerne que cinq communes. Elle comprend d'ouest en est les sommets suivants : - la Punta Minuta, qui domine le cirque de Trimbolaccia - le Capu Rossu - le Capu Larghia - la Punta Crucetta - la Pointe des Éboulis - le Monte Cinto - le Capu a u Verdatu. C'est un secteur constitué d'éboulis et de blocs de rochers avec çà et là des pelouses rases. Les conditions climatiques y sont extrêmes avec un enneigement prolongé qui persiste huit à neuf mois et des névés permanents aux ubacs.

#### Réserve de chasse et de faune sauvage d’Omita
Le plan de gestion (2011-2015) de la réserve de chasse et de faune sauvage d’Omita en forêt territoriale, - Rapport no  2011/E7/238, a été validé par arrêté  no  07.61 CE de 2011 du Président du Conseil Exécutif de Corse. La gestion de la réserve a été confiée à l'ONF.

#### Natura 2000
Sites d'Intérêt Communautaire (Dir. Habitat)
Rivière et vallée du Fango
Rivière et vallée du Fango abritent un SIC de la directive "Habitats, faune, flore", d'une superficie de 18 964 ha, inscrit à l'Inventaire national du patrimoine naturel sous la fiche FR9400577 - Rivière et vallée du Fango.
Zone de Protection Spéciale (Dir. Oiseaux)
Forêts Territoriales de Corse
La ZPS « Forêts Territoriales de Corse », site de la directive "Oiseaux" Natura 2000, couvre une superficie de 13 223 ha. Elle est inscrite à l'INPN sous la fiche FR9410113-Forêts Territoriales de Corse.
Haute vallée du Fango
La ZPS « Forêts Territoriales de Corse », site de la directive "Oiseaux" Natura 2000, couvre une superficie de 13 223 ha. Elle est inscrite à l'INPN sous la fiche FR9412004 - Haute vallée du Fango.

### Personnalités liées à la commune
- Alice Saunier-Seïté, universitaire et femme politique française, ancien maire-adjointe de Manso.

## Pour approfondir